# 은본위제

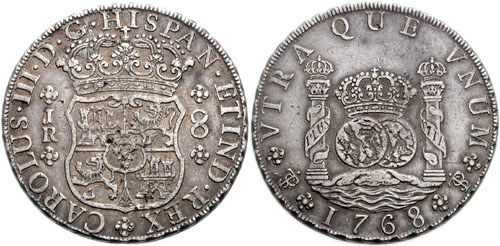
본위 은화로 널리 유통된 "멕시코 달러"와
1768년 발행된 포토시 은화

은 본위제(銀 本位制) 또는 실버 스탠더드(영어: silver standard)는 한 나라의 화폐 제도의 근간을 이루는 기준을 은으로 정하고 그 기초가 되는 화폐, 즉 본위 화폐를 은화로 하고 이것을 마음대로 주조, 마음대로 녹이는 것을 인정하여 무제한 통용을 가능하게 한 제도이다. 이 경우 해당 국가의 통화는 일정량의 은의 양으로 나타낼 수 있고, 상품 가격도 은 가치를 기준으로 표시된다.

## 중국

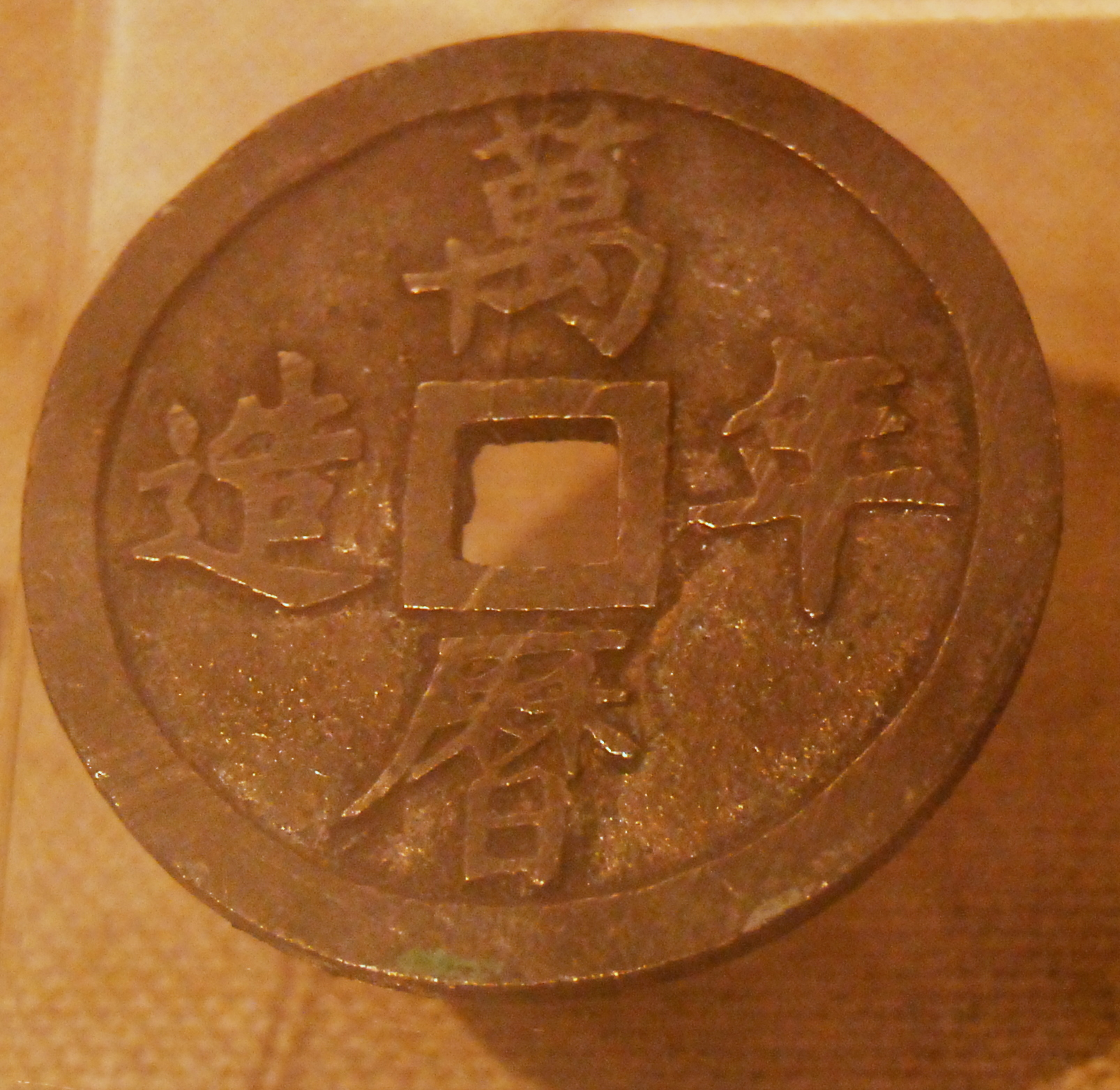
만력제 시대에 주조된 은화, 만력년조

역사상 대표적인 은본위제 국가로는 청나라와 1935년까지 중화민국이 있었다. 청나라는 소액 거래에는 제전(制錢)이라고 불리는 관에서 만든 동전이 유통되었지만, 고액 거래에 있어서는 은원보(마제은, 馬蹄銀이라고도 함)이라고 불리는 고품질의 은괴가 무게로 채택되었다. 은원보는 정부가 주조하는 것이 아니라 전장이라는 전통적인 금융 기관에서 마음대로 주조할 수 있었기 때문에 화폐라기보다는 은덩어리에 가까운 것이었다. 청나라 말기에는 양은(멕시코 달러, 멕시코 실버)과 일본 1엔 은화와 거의 같은 은 함량은 원래(단위 원)도 발행되어 중화민국에서는 본위 화폐로 사용했다. 이후 세계 공황에 따른 금융 시장의 혼란에 의한 은 유출로 1935년에 은본위제를 포기(폐기개원)(관리 통화제도에 따라 법정 화폐 도입)했기 때문에 결국 은본위제를 채택하는 나라는 거의 없어졌다.

## 유럽
또한 금은괴의 확보 등의 사정으로 금화와 은화가 함께 유통되는 금은 복본위제도가 유명무실해지고, 은화만 유통되어 사실상 은본위제도가 된 경우가 종종 있었다. 예를 들어, 19세기 많은 유럽 국가도 금은 복본위제도를 채택하고 있었지만, 은 생산량의 고의 증가 등으로 은의 시장가가 하락하여, 금화와 법정 비율 사이에 차이가 발생했다. 이 경우 은화를 유통시키고 금화를 쌓아 두는 것이 유리하기 때문에(그레셤의 법칙), 조금씩으로 사실상 은본위제로 되었다.
이 시기의 은의 시장가가 변동하여 하락세가 뚜렷했고, 그 당시 세계 경제의 주도적 지위를 차지하고 있던 영국이 이미 금본위제로 전환되었기 때문에, 은본위제 국가에 심각한 영향을 끼쳐 19세기 말에는 대부분의 국가가 금본위제로 돌아 섰다.

## 일본
일본 에도시대에는 금화(엽전), 은화(정은), 그리고 소액 화폐로 전화(錢貨)가 각각 무제한 통용되는 이른바 3화 제도가 존재하고 있었지만, 실상은 동일본에서 주로 금화, 서일본에서 주로 은화가 유통되었다. 그러나 반드시 화폐 가치가 금은괴 가치를 나타낸 것은 아니었기 때문에 본위 화폐 제도로 이해하는 것은 어렵다.
그 후 1871년 6월에 ‘새로운 통화 조례’를 제정하여 형식상으로는 금본위제를 채택되었다. 그러나 당시는 동양 시장에서 은화의 대외 지불이 일반적이었기 때문에 1엔 은화(무게는 416 그레인)와 당시 양은에 해당하는 420 그레인의 무게로 무역 등 대외 지급용 화폐로 사용했다.
1878년에는 1엔 은화가 국내 일반 통화로 인정받아 사실상 금은 복본위제도가 되었지만, 금화를 쌓아 두었고, 정부가 불태환 지폐를 대량 발행하여 금화는 대부분 유통되지 않았다. 또한 마츠카타 디플레이션 이후 1885년 최초의 일본 은행권(오구로 도안 100엔, 10엔, 1엔의 태환은권)에 의한 은 태환이 시작되고 1897년에 공식적으로 금본위제를 채택할 때까지 사실상 은본위제가 계속되었다.

## 같이 보기
- 복본위제
- 은화자유주조
- 금본위제
- 법정 통화
- 은화
- 미국 1달러 지폐